# Le Capitaine Fracasse (film, 1943)
Pour les articles homonymes, voir Fracasse.
Le Capitaine Fracasse est un film d'Abel Gance sorti en 1943. Il s'agit d'une adaptation du roman Le Capitaine Fracasse de Théophile Gautier.

## Résumé
L’histoire se déroule entre 1637 et 1643 sous Louis XIII. Le baron de Sigognac, dernier héritier de l’illustre famille des Sigognac et jeune noble désargenté, vit reclus dans son manoir landais qui tombe en ruine. Un soir d’hiver, il offre l’hospitalité à une troupe de théâtre égarée, et tombe amoureux de l’une des comédiennes, Isabelle ; l’attirance est réciproque. Le lendemain, sur la proposition des voyageurs, Sigognac décide de les suivre dans leurs aventures. Après de nombreuses péripéties, le baron remplace sur les planches le Matamore, mort de froid lors d’une tempête de neige. Il prend alors le nom de scène de « Capitaine Fracasse ».
Sigognac doit lutter contre un des prétendants d’Isabelle, le duc de Vallombreuse qui, dédaigné par la jeune comédienne, s’efforce d’écarter de la course le baron qu’il considère comme le principal obstacle à son objectif. Les deux hommes se battent en duel et le duc est blessé au bras. Devant la difficulté à triompher de Sigognac, Vallombreuse ordonne à ses laquais de s’en charger. Après une tentative infructueuse, il engage une troupe d’assassins. Devant ce nouvel échec des tueurs, le duc fait, en dernier recours, enlever Isabelle. Sigognac venu au secours d’Isabelle est blessé quasiment mortellement lors d’un nouveau combat avec Vallombreuse lorsqu’il reconnaît en ce dernier le demi-frère d’Isabelle. Vallombreuse tente alors de se rattraper avec Isabelle, mais celle-ci s’est échappée avec une bohémienne dont Sigognac avait ménagé l’amant lors d’une tentative de brigandage ratée…

## Fiche technique
- Réalisation : Abel Gance
- Scénario, adaptation et dialogues : Abel Gance et Claude Vermorel d'après le roman éponyme de Théophile Gautier
- Directeur de la photographie : Nicolas Hayer
- Décors : Henri Mahé
- Musique : Arthur Honegger et André de Badet[1]
- Année : 1943
- Pays :  France
- Genre : Aventures
- Format : Noir et blanc - 35mm - 1,37:1
- Durée : 107 min

## Distribution
- Fernand Gravey : le baron de Sigognac, noble ruiné qui, par amour pour Isabelle, quitte les restes de son château pour suivre une troupe de comédiens ambulants
- Assia Noris : Isabelle
- Jean Weber : le duc de Vallombreuse, devenu le rival amoureux de Sigognac et prêt à tout pour lui ravir Isabelle
- Sylvie Gance (créditée Mary-Lou) : Yolande de Foix
- Maurice Escande : le marquis de Bruyères
- Mona Goya : la marquise de Bruyères
- Jacques François : le chevalier de Vidalenc, ami de Vallombreuse
- Alice Tissot : dame Léonarde
- Vina Bovy : Séraphine
- Paul Œttly : Matamore
- Pierre Labry : Hérode, le directeur de la troupe
- Roland Toutain : Scapin
- Jean Fleur : Blazius
- Nino Costantini : Léandre
- Josette France : Zerbine
- Roger Blin : Fagotin
- Lucien Nat : Agostin, le bohémien
- Jacqueline Florence : Chiquita, la bohémienne
- Paul Mondollot : Pierre, le serviteur du baron de Sigognac
- Philippe Rolla : Malartic, un homme de main du duc de Vallombreuse
- Andrée Guize

## Autour du film
- Entre la 4e et la 5e minute le tableau qui représente l'ancêtre du baron de Sigognac se décroche et tombe. Aussitôt, le dernier représentant de la famille le ramasse, le pose sur un fauteuil et le recouvre de sa cape. L'objet qui a servi à cette scène est une reproduction du Portrait de Georg Giese (en) de Hans Holbein, œuvre de la collection de la Gemäldegalerie de Berlin.
- Le film a été tourné, en partie, au château de Vigny dans le Val-d'Oise[2].